# Котис V
Вижте пояснителната страница за други личности с името Котис.
Котис V (на старогръцки: Κότυς, Kótys; на латински: Cotys V, Kotys V) e тракийски владетел на Одриско царство от ок. 120 пр.н.е.

## Произход
Вероятно е син на Битюс (Beithys, упр. 140 – 120 пр.н.е.). Внук е на Котис IV (упр. 170 – 160 пр.н.е). Правнук е на Севт IV (упр. 215 – 190 пр.н.е.). Праправнук е на Раскупорис I (упр. 240 – 215 пр.н.е.), който е син на Котис III (упр. от ок. 270 пр.н.е., и е син на Ройгос, упр. след 280 пр.н.е.). Потомък е на Севт III, тракийски владетел от 330 пр.н.е. до 300 пр.н.е.